# Iglesia de San Martín de Porres (Salem)
La Iglesia de San Martín de Porres (en inglés: Church of St. Martin de Porres) es el nombre que recibe un edificio religioso de la Iglesia Católica que se encuentra ubicado en la localidad de Salem, en la isla caribeña de Montserrat, parte de las Pequeñas Antillas y que constituye un territorio británico de ultramar.
El templo sigue el rito romano o latino y depende de la misión de San Patricio en Lookout que a su vez esta adscrita a la diócesis de Saint John's – Basseterre (Dioecesis Sancti Ioannis Imatellurana) que asumió su nombre actual por el decreto "Plures in Mari" de la congregación para la evangelización de los pueblos (Congregatio pro gentium evangelizatione) bajo el pontificado del papa Juan Pablo II.